# フリードリヒ2世 (ブラウンシュヴァイク＝リューネブルク公)
フリードリヒ2世（Friedrich II., 1418年 - 1478年3月19日）は、ブラウンシュヴァイク＝リューネブルク公の1人で、リューネブルク侯（在位：1434年 - 1457年、1472年 - 1478年）。ヴォルフェンビュッテル侯、リューネブルク侯ベルンハルト1世とザクセン選帝侯ヴェンツェルの娘マルガレーテの次男。リューネブルク侯オットー4世の弟。

## 生涯
1434年の父の死後、リューネブルクを兄のオットー4世と共に統治、1446年の兄の急死後は単独で統治した。1452年にフランシスコ修道院をツェレに設立、1457年に退位して長男のベルンハルト2世に領土を譲り修道院に入ったが、1464年にベルンハルト2世が死去、後を継いだ次男のオットー5世も1471年に死去、孫のハインリヒ1世が幼少のために1472年に復位し、1478年に亡くなるまでハインリヒ1世の後見を務めた。遺体はツェレの修道院に埋葬された。

## 子女
1437年にブランデンブルク選帝侯フリードリヒ1世の娘マグダレーナと結婚、3人の子を儲けた。
- ベルンハルト2世（1432年? - 1464年）
- オットー5世（1439年 - 1471年）
- マルガレーテ（1442年 - 1512年） - メクレンブルク＝シュタルガルト公ハインリヒと結婚。

| 爵位・家督           | 爵位・家督                                                       | 爵位・家督                        |
| -------------------- | ---------------------------------------------------------------- | --------------------------------- |
| 先代 ベルンハルト1世 | リューネブルク侯 1434年 - 1457年 （1446年までオットー4世と共治） | 次代 ベルンハルト2世、オットー5世 |
| 先代 オットー5世     | リューネブルク侯 1472年 - 1478年                                 | 次代 ハインリヒ1世                |